# Saint-Antoine-l'Abbaye
Saint-Antoine-l'Abbaye, also Saint-Antoine-en-Viennois, là một xã của tỉnh Isère, thuộc vùng Rhône-Alpes, đông nam nước Pháp.